# Gyémánt szútra

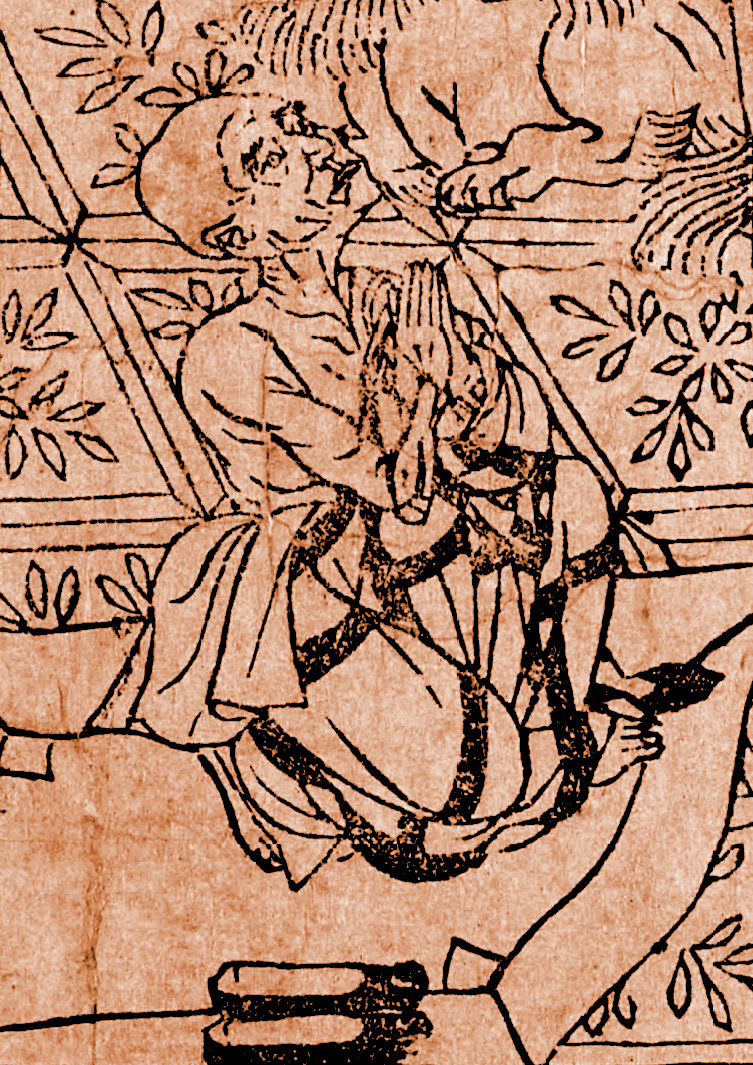
Szubhúti a történelmi Buddhához fordul tanácsért – részlet a Tunhuangban talált nyomtatásról

A Gyémánt szútra a mahájána Pradzsnyápáramitá, avagy a tökéletes bölcsesség szútrái egyik szútrája, amely kihangsúlyozza a nem-tartózkodás és a nem-ragaszkodás gyakorlatát. A szöveg szanszkrit nyelvű teljes címe Vadzsraccsédiká Pradzsnyápáramitá-szútra.
A 20. század elején Stein Aurél a tunhuangi kéziratok között megtalálta a Gyémánt szútra kínai nyelvű verzióját, amelyen a 868. május 11-ei dátum szerepelt. A British Library szerint „ez számít a legkorábbi dátummal ellátott, teljességében fennmaradt nyomtatott könyvnek”.

## Címe
A szútra legkorábbi ismert szanszkrit címe Vadzsraccsediká Pradzsnyápáramitá-szútra, amelynek hozzávetőleges fordítása „Vadzsra vágó bölcsesség tökéletessége szútra”. A magyar nyelvű, általánosan használt rövid címei a Gyémánt szútra és a Vadzsra szútra. Igen nagyra becsülik ezt a szútrát azokban az ázsiai buddhista országokban, ahol a mahájána irányzat az uralkodó. Ezekben a következő címeket használják:
- szanszkrit: वज्रच्छेदिकाप्रज्ञापारमितासूत्र, Vadzsraccsediká Pradzsnyápáramitá-szútra
- kínai: 《金剛般若波羅蜜多經》, Csin-kang Po-cse-po-lo-mi-to Csing
- japán: 金剛般若波羅蜜多経, Kongō hannya haramita kyō – rövid címe: 金剛経, Kongō-kyō
- koreai: 금강반야바라밀경, Kumgang panjabaramil kjong (Geumgang banyabaramil gyeong) – rövid címe: 금강경, Kumgang kjong (geumgang gyeong)
- mongol: Jeke kölgen szudur[3]
- vietnámi Kim cương bát-nhã-ba-la-mật-đa kinh – rövid címe: Kim cương kinh
- tibeti འཕགས་པ་ཤེས་རབ་ཀྱི་ཕ་རོལ་ཏུ་ཕྱིན་པ་རྡོ་རྗེ་གཅོད་པ་ཞེས་བྱ་བ་ཐེག་པ་ཆེན་པོའི་མདོ།, wylie: ’phagsz pa sesz rab kji pha rol tu phjin pa rdo rdzse gcsod pa cses bja ba theg pa csen po’i mdo

## Története

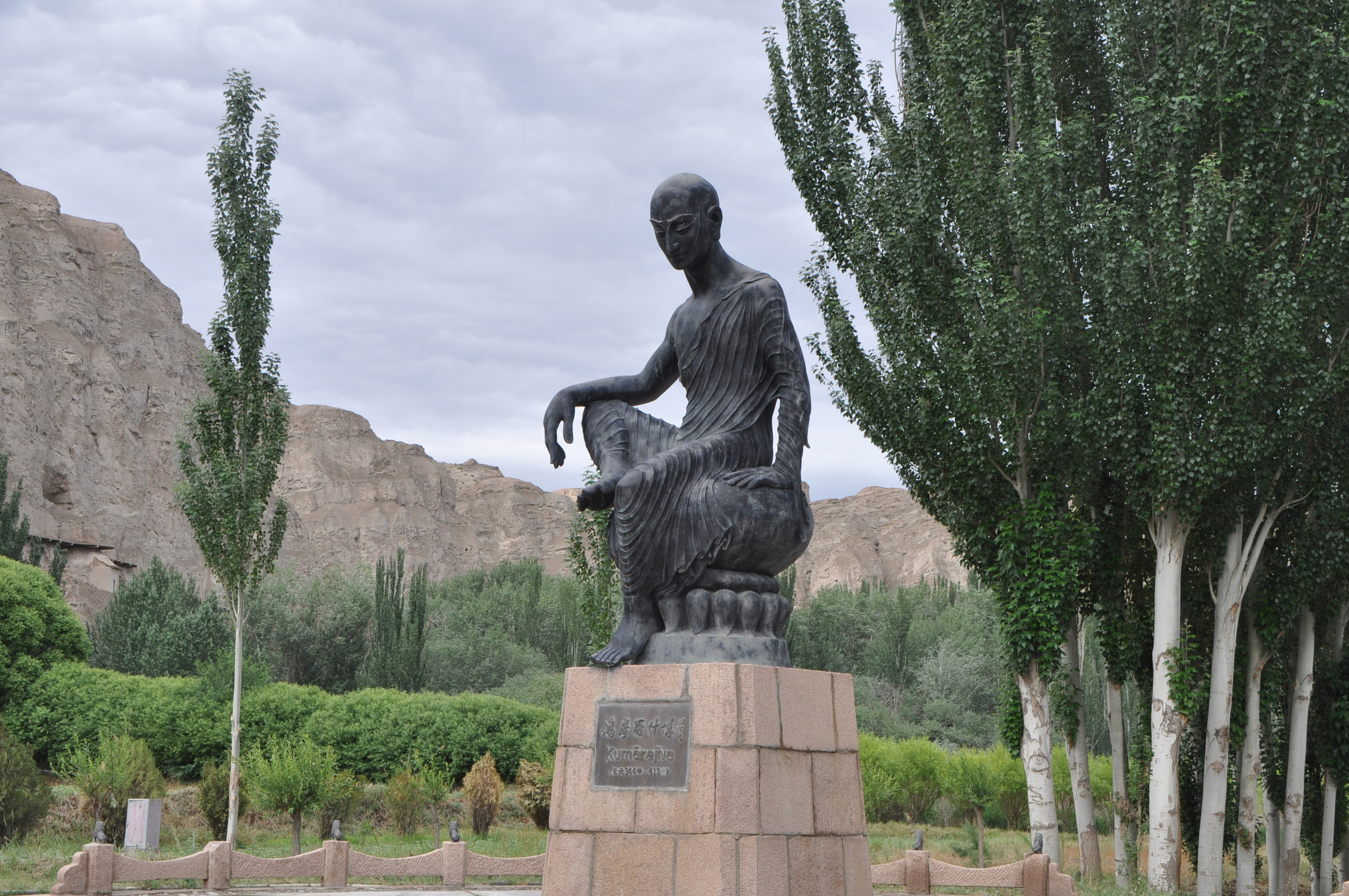
Kumáradzsíva szobra a Hszincsiang-Ujgur Autonóm Területen lévő Kizil-barlangok előtt

A szöveg teljes története nem ismert, azonban a japán tudósok általánosságban úgy vélik, hogy a Gyémánt szútra a „Pradzsnyápáramitá” irodalom keletkezésének korai időszakából való. Néhány nyugati tudós azon a véleményen van, hogy az Astaszáhaszriká Pradzsnyápáramitá-szútra a Gyémánt szútra korai változatából ered. A nyugati tudományosság korai időszakában Friedrich Max Müller értelmezte a Gyémánt szútrát.
A szútra legelső kínai nyelvű fordítását egy Kumáradzsíva nevű tudós fordítónak tulajdonítják, aki az i.sz. 401-ben fordította ezt a művet. Kumáradzsíva fordítási stílusa könnyen felismerhető, nem a szó szerinti fordításra törekedett, hanem a tartalmat igyekezett átültetni gördülékeny nyelvezetbe. Az ő fordítását évszázadokon keresztül nagyra tartották és az ő munkája szerepel a tunhuangban talált tekercseken is. Kumáradzsíva után többen is megpróbálkoztak a szanszkrit szöveg lefordításával. 509-ben Bodhirucsi, 558-ban Paramártha, 648-ban Hszüan-cang és 703-ban Ji-csing ültette át a szöveget kínai nyelvre.
A kínai buddhista szerzetes és utazó Hszüan-cang ellátogatott a 7. században a bamijáni (ma Afganisztán, korábban Gandhára) mahászánghika-lokottaraváda kolostorba. Az ő utazási beszámolói alapján a mai régészek rátaláltak az egykori kolostor romjaira. Feltártak itt több mahájána szútra nyírfakéregre készült kézirat maradványait, köztük a Vadzsraccshediká Pradzsnyápáramitá-szútrát (MS 2385), amely ma a Schøyen-gyűjtemény részét képezi. Ezt a kéziratot szanszkrit nyelven írták, díszes gupta írással. Ugyan ez a szanszkrit kézirat tartalmazza a Gyógyító Buddha szútrát (Bhaisadzsjaguruvaidúrjaprabhárádzsa-szútra) is.
A Gyémánt szútra új kultúrát hozott létre, amely előtt hódoltak és amelyhez számtalan szövegmagyarázatot készítettek a kelet-ázsiai buddhista országokban. A Tang-dinasztia uralmának végére (907) már több mint 800 ilyen szövegmagyarázat készült csak Kínában. Ezek közül az egyik legismertebb a csan buddhista iskola hatodik patriarchája, Huj-neng által készített Alapvetések könyve.

## Tartalma és tanításai

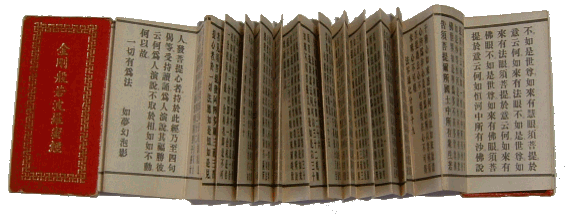
A Gyémánt szútra egy kínai nyelvű zsebkönyve

A Gyémánt szútra, sok más buddhista szútrához hasonlóan, az „Így hallottam” vagy „Magam hallottam egy alkalommal” (szanszkrit: evaṃ majá srutam) felvezetéssel kezdődik. A szútrában Buddha a napi élelemszerző alamizsna körútjáról visszatérve leül egy párnára. Ekkor érkezik hozzá egyik tanítványa, Szubhúti, akivel beszélgetést folytatnak az észlelés természetéről, kérdés-felelet formában. Buddha gyakran mond paradoxonnak tűnő állításokat, mint például „Szubhuti, azok, akikre te hivatkozol, valójában nem élőlények, de nem is nem-élőlények. Miért? Azért, mert az »élőlény« kifejezés csupán egy név.”. Úgy tartják, hogy Buddha abban segített Szubhútinak, hogy megértse a valóság természetét, hogy az nem érthető meg szavak által, amelyek csupán elnevezések. Buddha kiemelte, hogy a formák, a gondolatok és a koncepciók végső soron illuzórikusak, a megvilágosodás ezeken keresztül nem ragadható meg, azokat félre kell tenni. Hszing Jun Gyémánt szútrához írt szövegmagyarázatában négy fő pontot emel ki: az énhez való ragaszkodás nélküli adás cselekedetét, a mások megszabadítása az énhez és a máshoz való ragaszkodás nélkül, a ragaszkodás nélküli életvitel, és megvalósítás nélküli gyakorlás („ha tudatát nem befolyásolják az érzéki világ által keltett elképzelések”).
A tanításban Buddha többször megismétli, hogy aki képes megjegyezni és elméjében tartani akár csak négy sort, az mérhetetlen érdemeket szerez. A 26. szakasz egy négysoros költeménnyel végződik:
|  | „Mert a múló világban minden lételem olyan: akár egy csillag a derengő hajnalban, vagy egy buborék a folyó felszínén, olyan: mint a villámfény a nyári felhők között, olyan: mint az ellobbanó lámpafény, a futó jelenés, vagy a röpke álom.” |
|  | |

## A tunhuangi nyomtatás

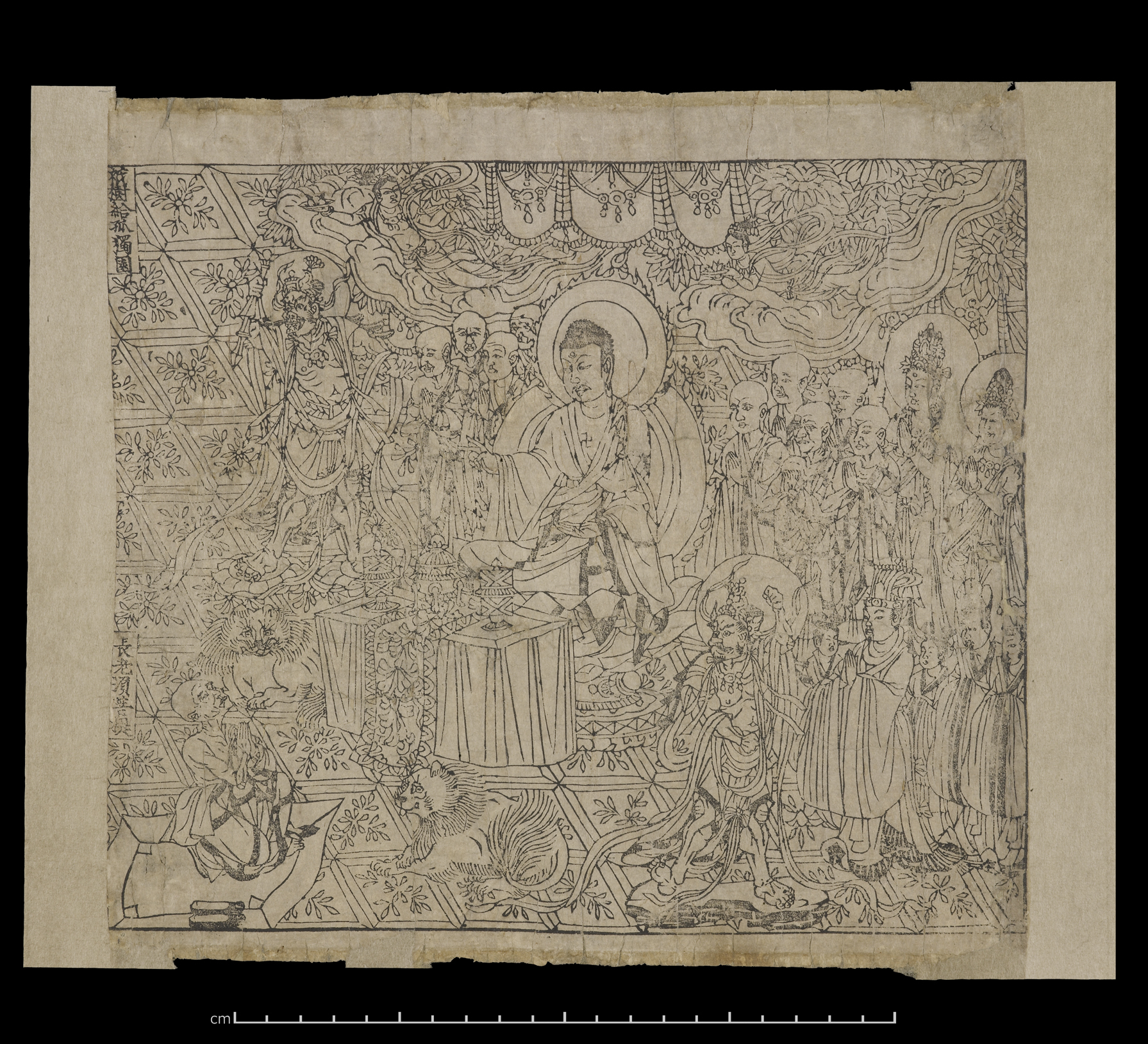
A Gyémánt szútra fablokkos nyomtatása a világ legkorábbi teljességében fennmaradt nyomtatott könyve

A British Library-ban őrzik a Gyémánt szútrának egy fablokkal nyomtatott változatát, amely ugyan nem a legrégibb nyomtatott könyv a világon, viszont a legkorábbi dátummal ellátott nyomtatott könyv a történelemben. A rendkívül finom megmunkálású könyv tanúsága szerint a könyvnyomtatásnak már akkor is komoly hagyománya létezett. Ez a fennmaradt kínai nyelvű nyomat egy hozzávetőleg 5 méter (16 láb) hosszú irattekercs. Stein Aurél régész talált rá a szövegre 1907-ben, aki egy a Mokao-barlangokat (más néven „Ezer buddha-barlangok” Tunhuang város közelében) őrző szerzetestől vásárolta meg. Ez az első fennmaradt kínai ősnyomtatvány, melyet hat fatábláról a xilográfia technikájával nyomtattak.
A szöveg végén elhelyezett kolofon belső részén a következő szöveg található:
|  | „Áhitattal készült Vang Csie által egyetemes szabad használatra a szülei nevében a 9. Hsziantong év 4. hónapjának 15. napján [868. május 11.].” |
|  | |

Mindez mintegy 587 évvel korábban volt, mint Gutenberg első Biblia nyomtatása.
2010-ben Frances Wood író és történész a könyv helyreállításán dolgozott. A British Library internetes oldalán ma a teljes szöveg szabadon hozzáférhető.

## Magyar fordításai
- Gyémánt szútra. Mahájána buddhista szentiratok; vál., ford., előszó Bánfalvi András; Farkas Lőrinc Imre, Bp., 1998
- Gyémánt áttörés. A Gyémántvágó Szútra és magyarázatai; ford., jegyz. Agócs Tamás; A Tan Kapuja Buddhista Főiskola, Bp., 2000

### Angolul
- Alan Cole: Text as Father: Paternal Seductions in Early Mahayana Buddhist Literature (Berkeley: U Cal Press, 2005) – "Be All You Can't Be, and Other Gainful Losses in the Diamond Sutra."
- Hsuan Hua: (2002). A General Explanation: The Vajra Prajna Paramita Sutra, Burlingame California: Buddhist Text Translation Society, ISBN 0881394300
- William Gemmell (ford.): The Diamond Sutra, Trübner, London 1912.
- Nan Huaijin: Diamond Sutra Explained. Florham Park, NJ: Primordia, 2004. ISBN 0-9716561-2-6
- Red Pine: The Diamond Sutra: The Perfection of Wisdom; Text and Commentaries Translated from Sanskrit and Chinese. Berkeley: Counterpoint, 2001. ISBN 1-58243-256-2
- Thich Nhat Hanh: The Diamond that Cuts Through Illusion: Commentaries on the Prajñaparamita Diamond Sutra. Berkeley: Parallax Press, 1992. ISBN 0-938077-51-1
- Joyce Morgan and Conrad Walters: Journeys on the Silk Road: a desert explorer, Buddha’s secret library, and the unearthing of the world’s oldest printed book, Picador Australia, 2011, ISBN 978-1-4050-4041-9.

## Külső hivatkozások
- www.tarrdaniel.com – Gyémántvágó – Mahájána-szútra az Önfelülmúló Megismerésről – Vadzsraccshédiká-Pradnyápáramitá-mahájána-szútra – fordította Agócs Tamás
- www.terebess.hu – Gyémánt szútra – fordította: Kovács Gábor – A fordítás alapjául szolgáló kötet: The Diamond Sutra and The Sutra of Hui Neng. Translated by A. F. Price and Wong Mou-Lam. Colorado, 1969, Shambhala Boulder.
- Vajracchedikā Prajñāpāramitā Sūtra: angol fordítás, Lapis Lazuli szövegek
- Diamond Sutra: angol fordítás Archiválva 2016. március 3-i dátummal a Wayback Machine-ben – A. F. Price és Wong Mou-Lam